# Grand Prix 1930
Grand Prix-säsongen 1930 utökades antalet Grandes Épreuves till tre tävlingar.

## Grand Prix
| Grand Prix                             | Bana         | Datum        | Vinnande förare    | Vinnande konstruktör |
| -------------------------------------- | ------------ | ------------ | ------------------ | -------------------- |
| Indianapolis 500                       | Indianapolis | 30 maj       | Billy Arnold       | Miller-Hartz         |
| Belgiens Grand Prix/Europas Grand Prix | Spa          | 20 juli      | Louis Chiron       | Bugatti              |
| Frankrikes Grand Prix                  | Pau          | 21 september | Philippe Étancelin | Bugatti              |